# شارون جاكوبسون
شارون جاكوبسون (بالإنجليزية: Sharon Jacobson)‏ هي فنانة الدفاع عن النفس أمريكية، ولدت في 1983 في كولورادو سبرينغس في الولايات المتحدة.

## وصلات خارجية
- شارون جاكوبسون على موقع شيردوغ (الإنجليزية)
- شارون جاكوبسون على موقع قاعدة بيانات المصارعة الدولية (الإنجليزية)
- شارون جاكوبسون على موقع IMDb (الإنجليزية)